# Stephen Allen Benson

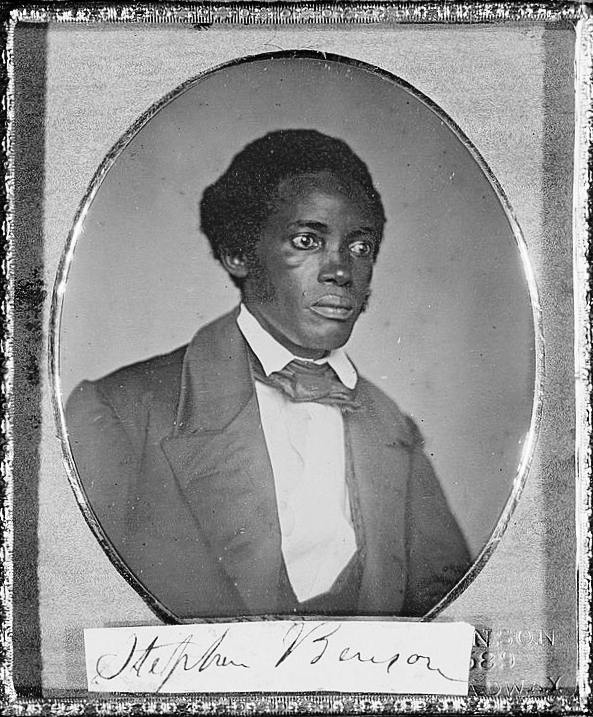
Stephen Allen Benson

Stephen Allen Benson (* 21. Mai 1816; † 24. Januar 1865 im Grand Bassa County) war vom 7. Januar 1856 bis zum 4. Januar 1864 der zweite Präsident von Liberia.

## Leben
Benson stammte aus Maryland in den Vereinigten Staaten. 1822 wanderte seine Familie in das wenige Jahre zuvor gegründete Liberia aus. Kurz nach der Ankunft wurde die Siedlung von Einheimischen angegriffen und er und seine Verwandten waren einige Monate Gefangene.
Er wurde ein erfolgreicher Geschäftsmann, trat 1835 der Miliz bei und wurde 1842 Abgeordneter des Colonial Council. Nach der Unabhängigkeitserklärung durch den liberianischen Kongress 1847 wurde er Richter.

## Präsident
1853 berief ihn Präsident Joseph J. Roberts zu seinem Vizepräsidenten und 1856 wurde er dessen Nachfolger. 1857 veranlasste er die Annexion der bis dahin selbständigen Kolonie Maryland durch Liberia.
In seine Amtszeit fiel die formelle Anerkennung Liberias durch die Vereinigten Staaten im Jahr 1862, am Ende seiner Amtszeit hatten die meisten wichtigen Staaten Liberia anerkannt. Im selben Jahr 1862 unternahm er eine Reise nach Europa, wo er auch Heinrich Brockhaus, dem Sohn von Friedrich Arnold Brockhaus einen Besuch abstattete.
Benson bemühte sich um eine gute Zusammenarbeit mit der indigenen Bevölkerung des Hinterlands und deren gerechte Behandlung. Er beherrschte mehrere Sprachen der Einheimischen.
Nach seiner Präsidentschaft zog er sich auf seine Plantage im Grand Bassa County zurück, wo er Kaffee anbaute und bald darauf starb.